# إدي بيرن
إدي بيرن (بالإنجليزية: Eddie Byrne)‏ هو ممثل أيرلندي، ولد في 31 يناير 1911 بدبلن في جمهورية أيرلندا، وتوفي بنفس المكان في 21 أغسطس 1981.

## أعمال

### أفلام
- (1977) حرب النجوم[4]

## وصلات خارجية
- إدي بيرن على موقع IMDb (الإنجليزية)
- إدي بيرن على موقع أول موفي (الإنجليزية)
- إدي بيرن على موقع قاعدة بيانات الأفلام السويدية (السويدية)
- إدي بيرن على موقع إن إن دي بي (الإنجليزية)
- إدي بيرن على موقع قاعدة بيانات الفيلم (الإنجليزية)